# Ignacio Calle
Ignacio Calle (Cali, 1931. augusztus 21. – Medellín, 1982. február 24.) kolumbiai labdarúgó, edző.

## Fordítás
- Ez a szócikk részben vagy egészben  az   Ignacio Calle című angol Wikipédia-szócikk fordításán alapul.  Az eredeti cikk szerkesztőit annak laptörténete sorolja fel. Ez a jelzés csupán a megfogalmazás eredetét és a szerzői jogokat jelzi, nem szolgál a cikkben szereplő információk forrásmegjelöléseként.